# Drôme (IGP)
Pour les articles homonymes, voir Drôme.
Le drôme, appelé vin de pays de la Drôme jusqu'en 2009, est un vin français d'indication géographique protégée (le nouveau nom des vins de pays). Cette production de vin était labellisée vin de pays par décret de l'INAO depuis le 13 septembre 1968.

## Histoire

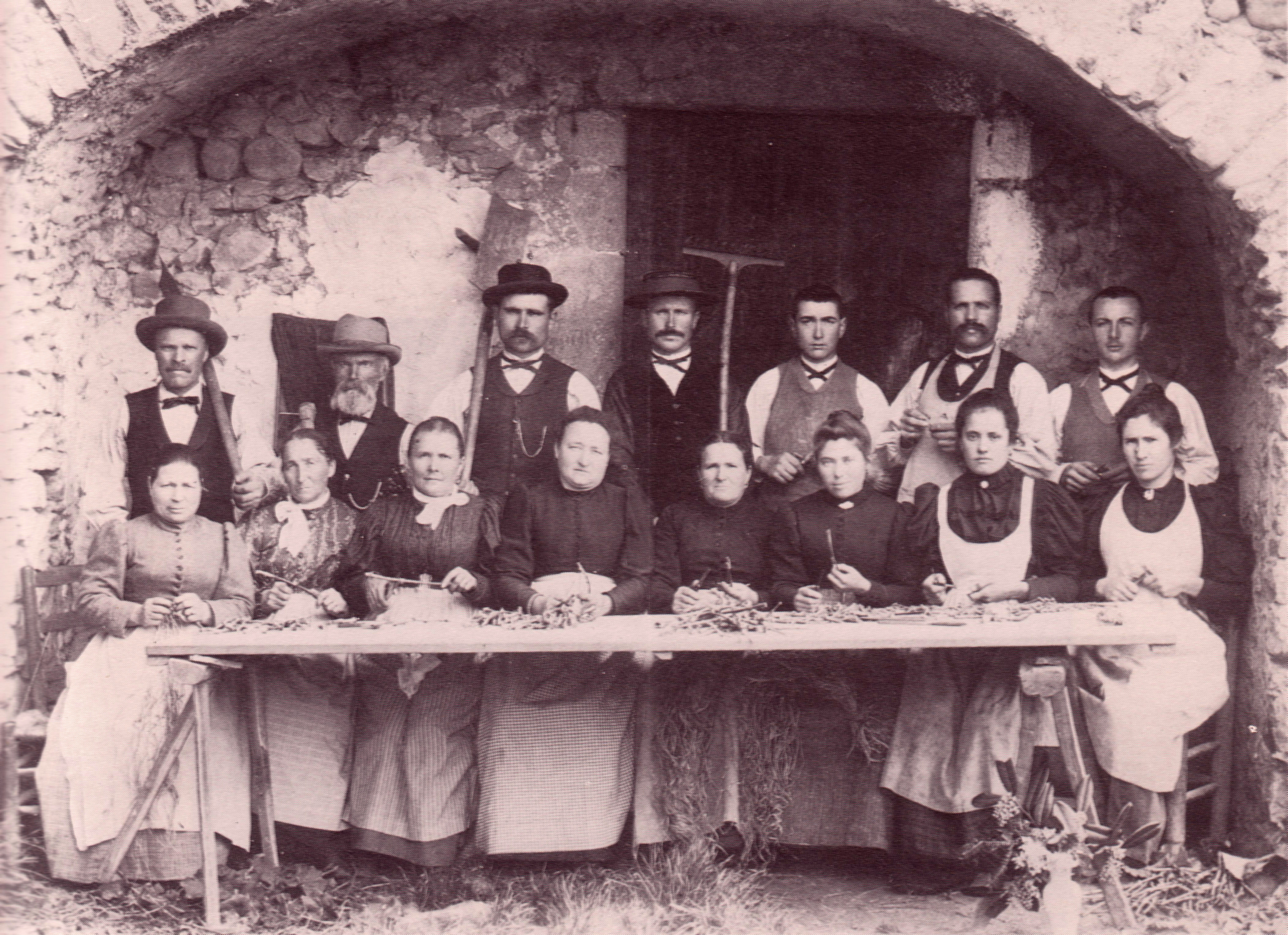
En 1904, greffage des plants de vigne, à Charols

Les vestiges archéologiques (amphores en particulier) prouvent que dès le IIe siècle, la viticulture a façonné le paysage drômois. De plus, lors de la crise due au phylloxéra, la pépinière viticole du département avec sa production de vignes-mères de porte greffe et de plants de vignes pérennisa son orientation vitivinicole. Sa production est d'ailleurs la seconde après l'arboriculture. 
Le « Vin de Pays de la Drôme » fut reconnu par le décret 68-807 du 13 septembre 1968. Ce vin possède le label européen IGP (Indication Géographique Protégée) qui a remplacé le label VDP (Vinde Pays) depuis 2009.

## Géographie

### Orographie et géologie
Ses reliefs montagneux, d'altitude moyenne (1 300 à 1 500 m), peuvent être divisé en deux : les massifs préalpins et la dépression rhodanienne. Ils sont coupés par les trois vallées de la Drôme au nord, de l'Eygues et de l'Ouvèze au sud. Leurs strates géologiques sédimentaires vont de l’ère secondaire (Trias) à l'ère quaternaire. On y trouve des sols caillouteux "argilo-calcaires" et des sols d'épandages caillouteux (sur les pentes et les reliefs) qui offrent à la vigne une alimentation en eau régulière et la restitution, durant la nuit, de la chaleur emmagasinée le jour. 

### Climat
De type continental au nord, le climat de la Drôme devient méditerranéen au sud. Les deux tiers orientaux du département sont marqués par une influence montagnarde, qui s'impose au-dessus de 600 à 700 m d'altitude. Il existe deux types de vent principaux : le mistral et le marin, qui souffle du sud. Le premier assèche l'air tandis que le second apporte l'air humide de la Méditerranée. Ces vents peuvent être violents notamment en vallée du Rhône mais ils sont bénéfiques et nécessaires au développement de la vigne.

## Vignoble

### Présentation
Le territoire de l'indication géographique protégée « Drôme » s'étend sur près de 135 km du nord au sud, et sur une centaine de kilomètres d'est en ouest. Son vignoble bénéficie d'un climat tempéré-méditerranéen avec influences montagnarde et continentale et d'un terroir fait de sols calcaires et granitiques.

### Conditions de production
Les vins bénéficiant de l’indication géographique protégée « Drôme » présentent un titre 
alcoométrique volumique acquis au moins égal à 9 %. Le rendement maximum à l’hectare de 120 hectolitres. 

### Types de vin
Cette IGP présente une gamme de vins très variées : trois couleurs rouge, blanc et rosé, en primeur et en vins mousseux.  Les vins rouges dominent largement la production (80%). En plus deux dénominations géographiques fournissent des vins d’une qualité différente et supérieure, le Comté de Grignan et les Coteaux de Montélimar, dans le cadre de l’IGP Méditerranée, qui peut être suivie de ces deux dénominations.

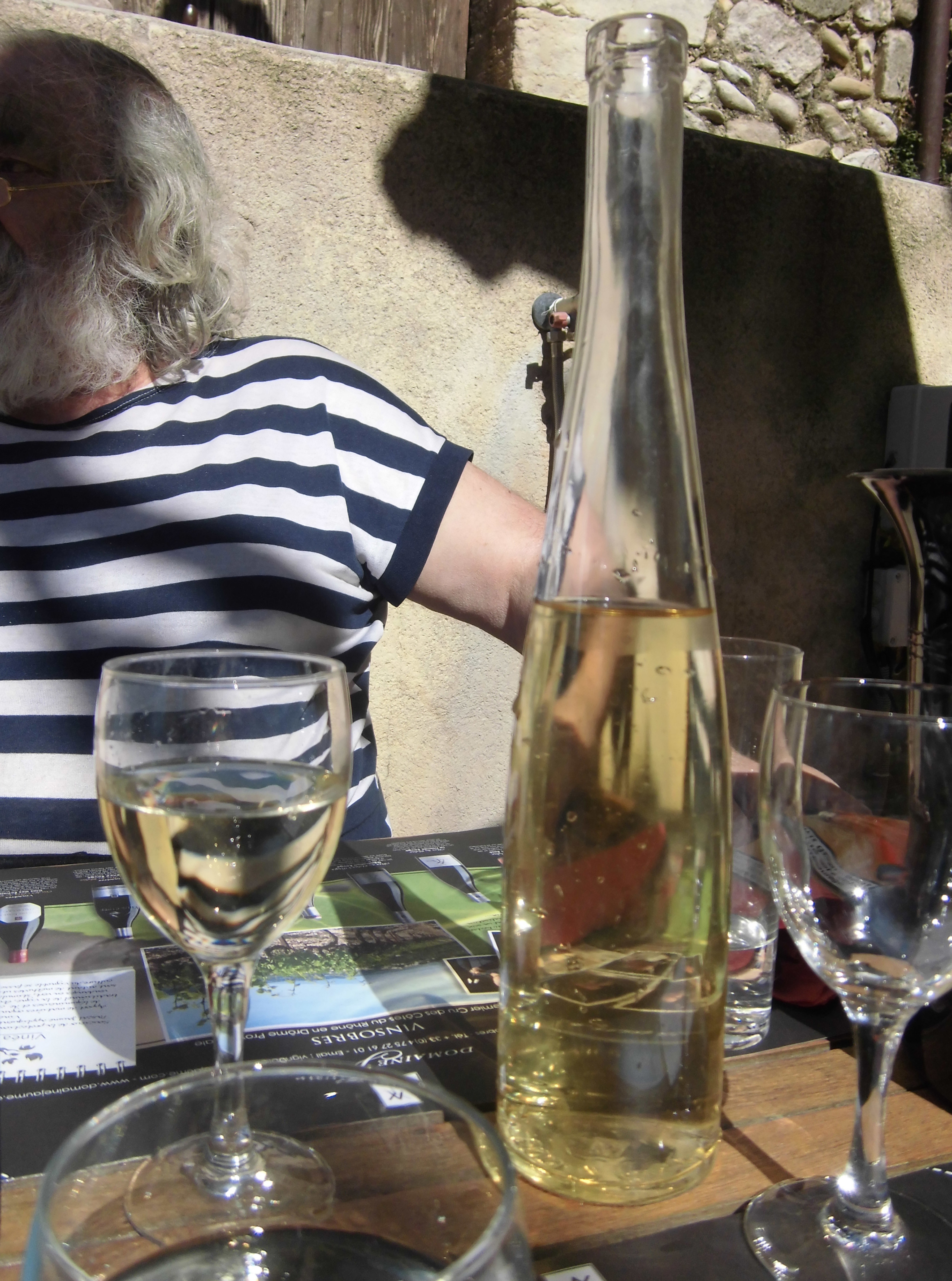
Vin blanc Drôme (IGP)

### Encépagement
Les cépages principaux sont la syrah N, le gamay N, le merlot N pour les rouges et rosé; pour les blancs le viognier B, le chardonnay B et la roussanne B,. 

### Commercialisation
Ces vins sont commercialisés avec un excellent rapport qualité/prix. Le logo IGP de l'Union européenne figure sur l'étiquetage lorsque la mention « Indication géographique
protégée » est remplacée par la mention traditionnelle « Vin de Pays ».